# Archisepsis diversiformis
Archisepsis diversiformis är en tvåvingeart som beskrevs av Ozerov 1993. Archisepsis diversiformis ingår i släktet Archisepsis och familjen svängflugor.
Artens utbredningsområde är Costa Rica. Inga underarter finns listade i Catalogue of Life.